# Biblioteca de la Universidad Técnica de Delft
La Biblioteca de la Universidad Técnica de Delft es la biblioteca principal de la Universidad Técnica de Delft (TU Delft), localizado en Delft, Holanda. Fue diseñada por la empresa de arquitectura holandesa Mecanoo y construida en 1997. Es la biblioteca científica técnica más grande en Holanda.

## Edificio
La biblioteca fue diseñada en los primeros años de Mecanoo, cuyos miembros fundadores, Erick van Egeraat, Henk Döll, Francine Houben, Roelf Steenhuis y Chris de Weijer, son graduados de TU Delft. Un ejemplo de edificio que actúa como parte del paisaje, la biblioteca es parcialmente subterránea con un plano de inclinación de 15% y un techo sustentable cubierto de hierba. Saliendo de la colina artificial hay un cono de acero de 40 metros (130 pies) de altura que funciona como fuente de luz natural y como símbolo de la ingeniería técnica. A pesar de ser un elemento exterior exitoso, el cono es más insatisfactorio en el interior y ha recibido algunas crítica en reseñas arquitectónicas. Una serie de columnas distribuye calor y luz en todo el interior.  El sistema de techo verde fabricado por ZinCo Belux utiliza una insulación de fibra de vidrio celular y un substrato de 15 centímetros (6 pulgadas). El techo verde y la insulación  proporcionan una superficie de pared externa reducida que mejora la eficacia energética del edificio. El techo permite caminar sobre él y los alumnos de la universidad lo utilizan para sentarse y socializar durante el verano, y para esquiar durante el invierno.
En la sala central el escritorio de préstamos ocupa el espacio en el fondo del cono, rodeado por puntales de acero, con la pared del Este cubierta por libreros suspendidos de acero con una altura de cuatro piso y accesibles vía escalera. La orilla exterior del edificio es utilizado para oficinas de personal, con una ventana exterior plenamente barnizada. La biblioteca está localizada en el centro del campus junto al auditorio de estilo Brutalista diseñado por Jo furgoneta den Broek y Jaap Bakema, lo cual proporciona un contexto espacial nuevo al edificio. El edificio de la biblioteca recibió premios como el Premio para el Milenio, Corus Construction (2000), y ha sido seleccionado como una de las bibliotecas más originales y bellas del mundo por Condé Nast Traveler y CNN Travel respectivamente.

## Colecciones y actividades
La biblioteca es la biblioteca central de la universidad y también incluye un centro de aprendizaje, espacios de estudio privado, una librería y una cafetería. En 2017  tenía una colección de más de 862,000 libros, y 16,000 suscripciones de revistas. La biblioteca de TU Delft es una miembro fundador de DataCite, una red global establecida para "mejorar acceso a datos de investigación en el Internet". En 2017 la biblioteca empezó un proyecto de manejo de datos centrado en los datos de investigación.

## Galería

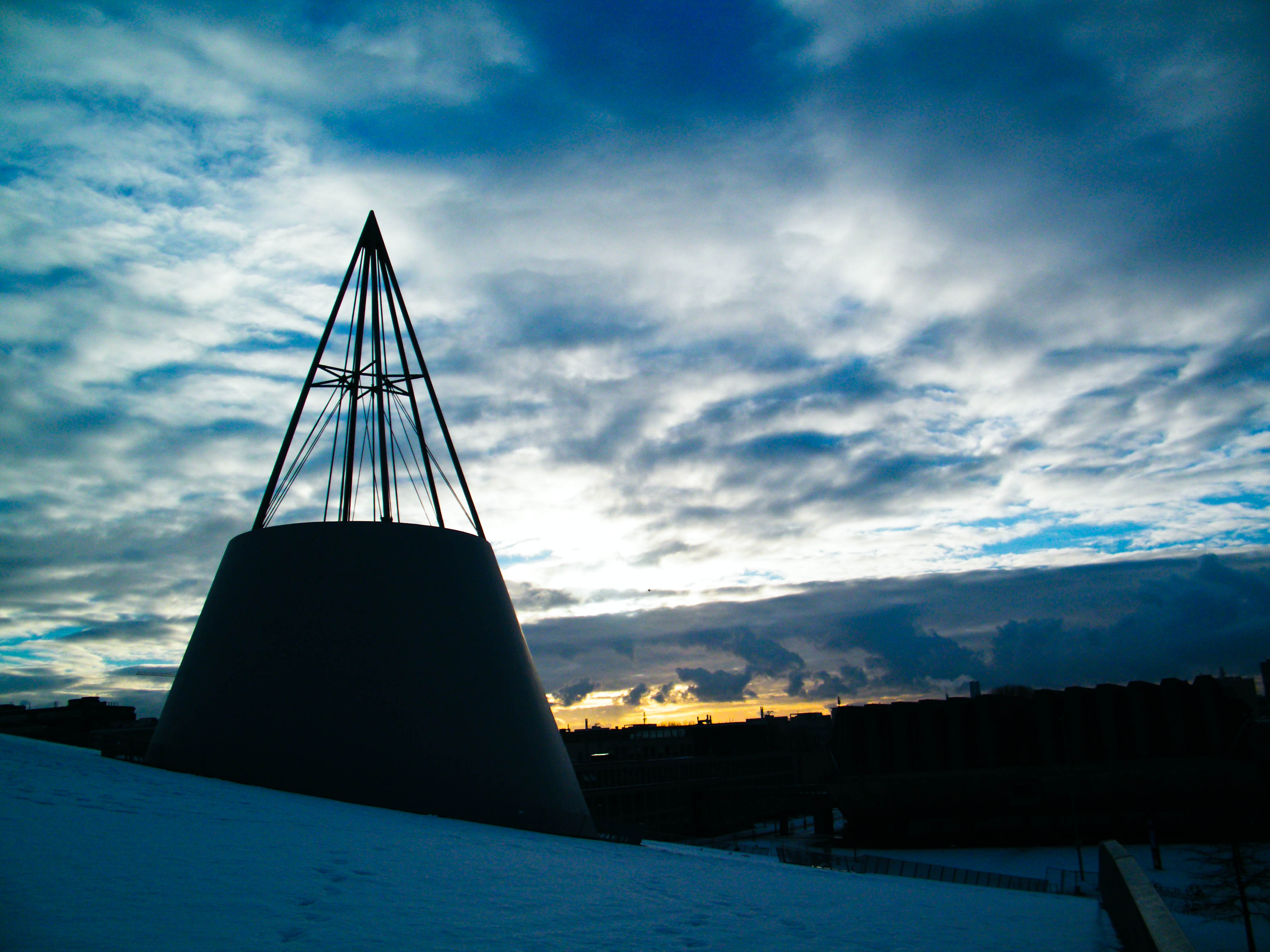
El cono durante una puesta de sol invernal
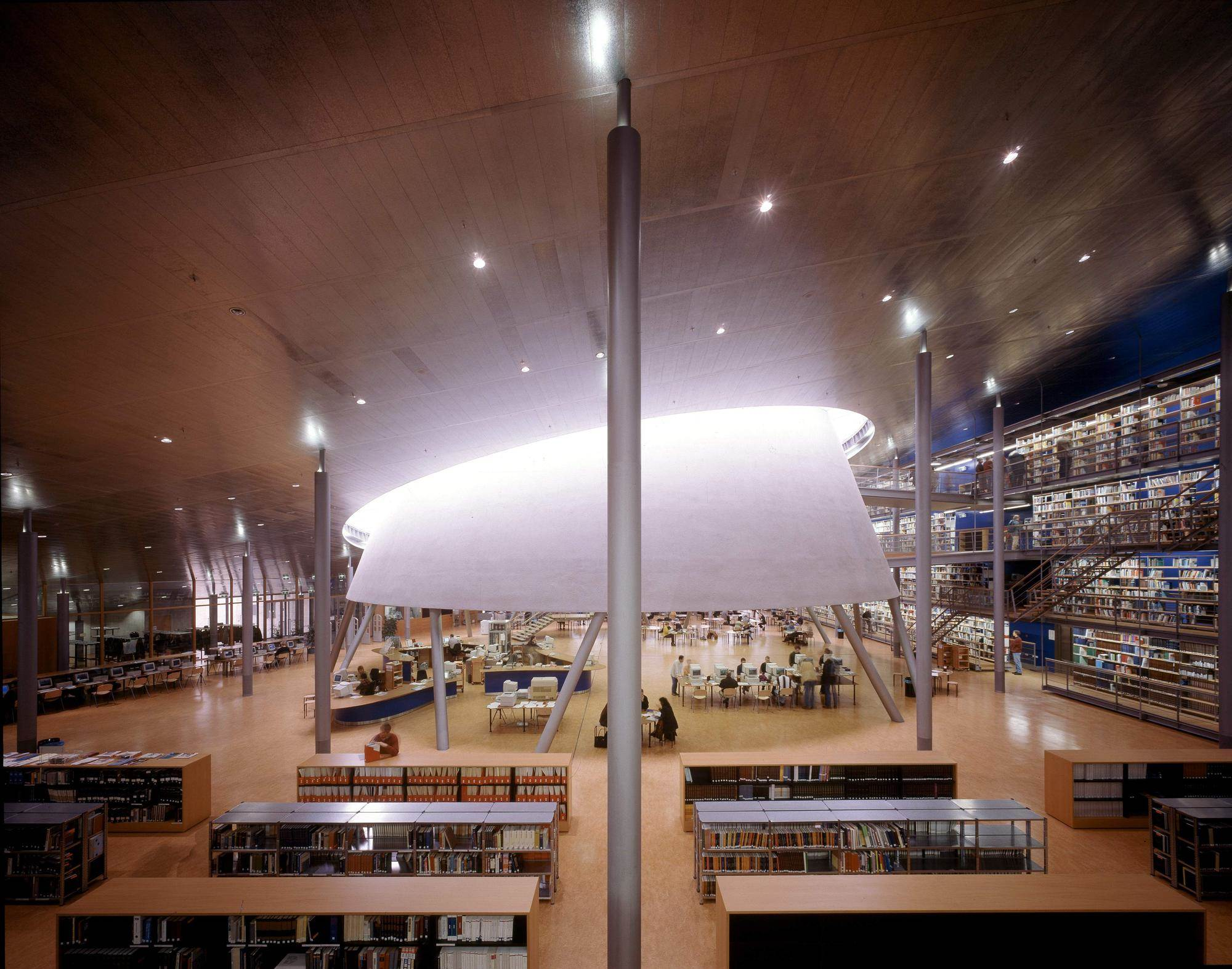
El cono en el interior de la biblioteca
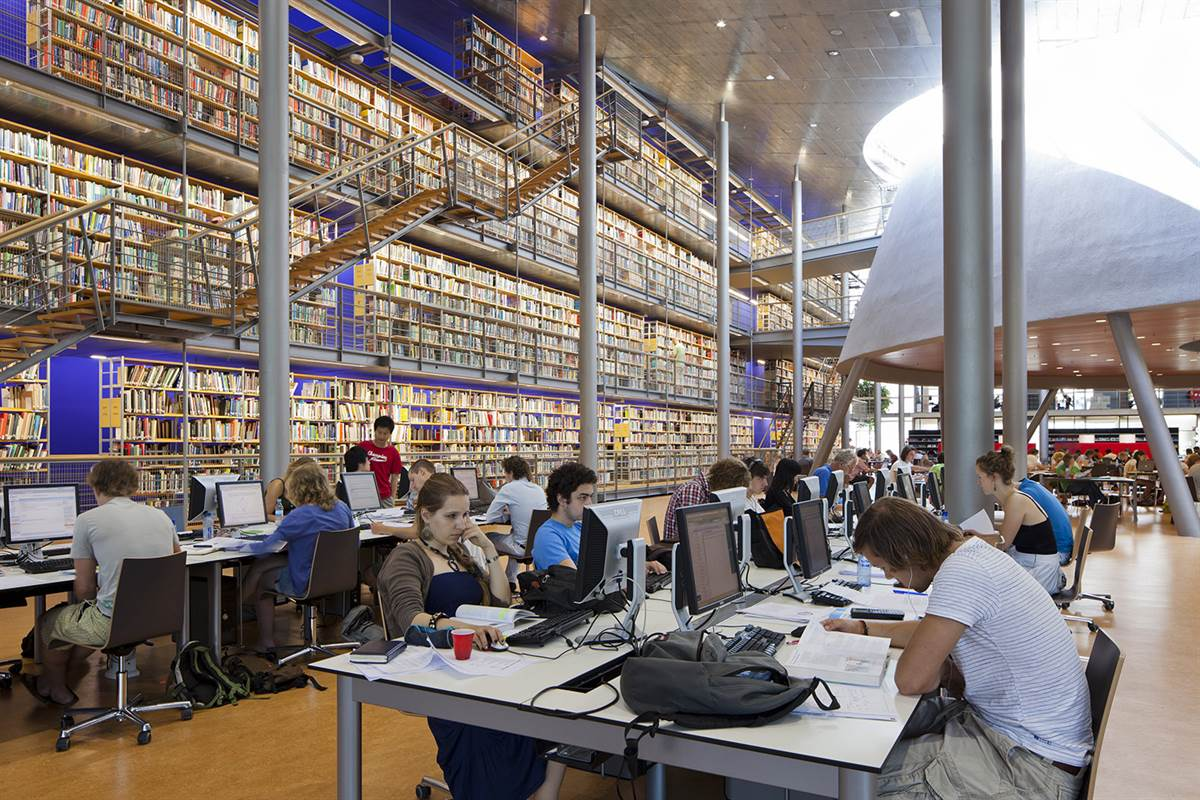
La pared de estantes y espacios de estudio
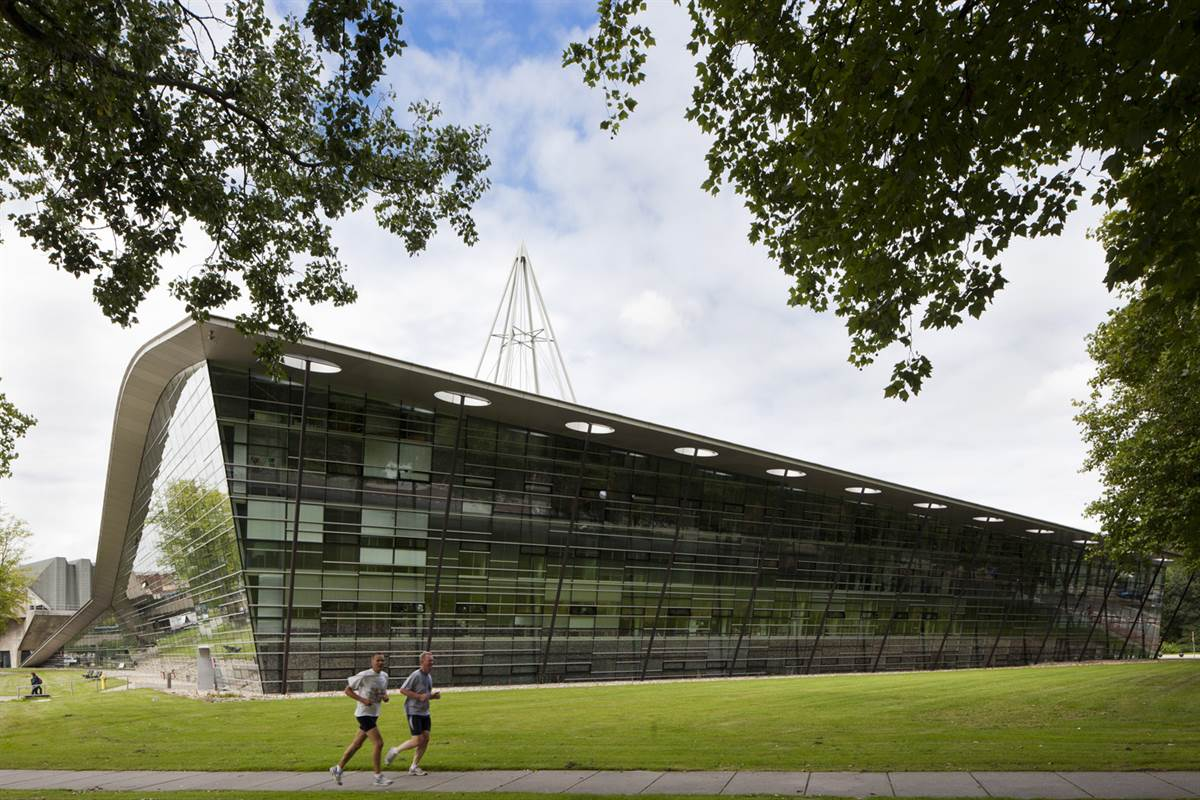
Exterior de la biblioteca